# Rebeka
Rebeka ( (hebrejski רבקה, jidiš Rivkah) je biblijski lik iz Starog zavjeta, kći Betuela, sina Nahorova, brata Abrahamova i Milke, žena Izakova i majka Jakovljeva, koja se spominje u Knjizi Postanka.
Rebeka je živjela oko 2000 pr. Kr., bila je podrijetlom iz mjesta Nahur kod Harana. Abraham je tražio ženu za svog sina Izaka i doveo je svoju rođakinju iz stare domovine kako Izak ne bi oženio nevjernicu iz kanaanske zemlje. Prema Knjizi Postanka, Abraham je u Haran poslao svog slugu koji je trebao naći ženu za Izaka, a on ju je našao na bunaru jer je po proročanstvu žena za Izaka trebala biti ona koja mu kao prva da vode za piće.
Rebeka dugo vremena nije mogla imati potomstvo, ali je nakon toga dobila blizance. Trudnoću je teško podnosila, jer su se dva djeteta stalno sudarala u njenoj utrobi. Bog se u snu obraća Rebeki i govori joj kako će njena djeca biti začetnici dvaju naroda i kako će stariji biti sluga mlađeg. Rebeka rađa Ezava i Jakova, ali po onome što joj je rekao Bog, prevari Abrahama da svoj blagoslov da Jakovu, kojeg je više voljela, a ne prvorođenom Ezavu. 
Rebeka je sahranjena pored svog muža u grobnici patrijarha u Hebronu.